# Hypothenemus crudiae
Hypothenemus crudiae é uma espécie de insetos coleópteros polífagos pertencente à família Curculionidae.
A autoridade científica da espécie é Panzer, tendo sido descrita no ano de 1791.
Trata-se de uma espécie presente no território português.